# Электроника Б3-23
Электроника Б3-23 — восьмиразрядный микрокалькулятор с естественной формой представления запятой. Калькулятор выполняет четыре арифметические операции и процентные вычисления (в версии с надписью «МК 23 А» вместо процентных вычислений имеется квадратный корень). Буква «Б» в названии означает «бытовая техника», 3 (именно тройка, а не буква «З») — калькуляторы (2 обозначала настольные часы, 5 — наручные часы, 7 — настенные часы и т. п.), 23 — последовательный номер модели. Впоследствии этот калькулятор выпускался под маркой «Электроника МК-23». Цена - 18 рублей.

## Технические характеристики
- Элементная база:
  - К145ИП11 — управляющая микросхема (процессор) разработана в 1977 году;
  - К514КТ1 — набор ключей для коммутации светодиодного индикатора, выполнена по ГОСТ 17467-79;
  - Я154Д[1] — предназначена для формирования напряжения отрицательной полярности -(15÷17) вольт из -5 (напряжение питания для микросхемы К145ИП11 подписано на самой микросхеме К145ИП11);
- Дисплей: АЛС318. Девятиразрядный цифровой индикатор. Арсенид-фосфид-галлиевый, планарный, красного цвета свечения;
- Клавиатура: 18 клавиш, 1 переключатель;
- Питание: батарейки типа AA 3х1.5В или от блока питания;
- Корпус: пластиковый;
- Мощность, мВт: не более 450;

## Фотографии
|  |                                  |                                  |  |
|  | Микрокалькулятор Электроника 23А | Микрокалькулятор Электроника 23А |  |

Сохранившийся экземпляр, судя по начинке, выпущен не ранее марта 1979 года.

## Приставка-автомат
В 1989 году для «Электроники Б3-23» было разработано самодельное периферийное устройство - приставка-автомат. Этот прибор, выполненный на восьми микросхемах серии К155, наделяет самый дешёвый на тот момент советский микрокалькулятор функциями, отсутствующими даже у значительно более дорогих моделей: шахматные часы, секундомер, четырёхрежимный программируемый таймер с релейной коммутацией нагрузки. Взаимодействие его с микрокалькулятором происходит за счёт имитации нажатий клавиш замыканием их транзисторами, а также считывания с выводов индикатора АЛС318 сигналов, заставляющих его отображать знак минуса (смена знака числа на табло происходит в момент окончания выдержки). Любопытно, что некоторые из транзисторов замыкают те сочетания столбцов и строк матрицы клавиатуры, которые соответствуют клавишам управления регистром памяти, хотя соответствующие клавиши на физической клавиатуре Б3-23 отсутствуют. Красный цвет свечения индикатора позволяет использовать калькулятор с приставкой-автоматом в качестве таймера в том числе и при фотопечати (если светодиоды в саму приставку поставить тоже красные).
Адаптировать такую приставку к современному микрокалькулятору затруднительно. Во-первых, он подсчитывает импульсы только после ввода последовательности, состоящей из набора числа, однократного нажатия клавиши математического действия, а затем многократного нажатия клавиши со знаком равенства, а «Электроника Б3-23» способна считать их также при вводе последовательности, состоящий из набора числа и многократного нажатия клавиши математического действия. Во-вторых, считывание сигналов с выводов жидкокристаллического индикатора современного калькулятора представляет определённую трудность. В-третьих, не каждая современная ЭКВМ способна реагировать на нажатия клавиш с частотой в 10 Гц. Поэтому в наши дни к микрокалькуляторам строят в основном простейшие приставки с одной функцией, например, секундомера или шагомера, работающие на частотах порядка 1 Гц, и не имеющие обратной связи, т.е., не способные определять наличие на индикаторе знака минуса. Это серьёзно ограничивает возможности прибора, в частности, мешая наделить его функцией таймера.